# Jakub Dziewanowski
Jakub Dziewanowski herbu Jastrzębiec (ur. 1725, zm. 22 września 1786) – ksiądz, kanonik warszawski, proboszcz parysowski, dyrektor duchowny w Szkole Rycerskiej (czyli korpusie kadetów), cenzor dzieł duchownych.